# Gabriele Kranzelbinder
Gabriele Kranzelbinder est une productrice de cinéma autrichienne. Elle est née dans la ville de Klagenfurt en 1968. 
Elle a fait des études de droit à Vienne, Paris puis Rome (jusqu'en 1993). Elle a participé au Festival de production de films académiques et poursuivit par un EMALE (Master Européen de droit et d'économie audiovisuelle).

## Carrière
À ses débuts, elle a produit différents courts métrages et été invitée à de nombreux festival de films à l'international. À l'international, elle a produit des films autrichiens mais également italiens en tant qu'assistante de production.
Elle a par ailleurs produit diverses expositions artistiques et productions théâtrales et travaillé au management du festival KINOVA. En 2001, elle a co-fondé la boite de production "Amour Fou" avec Alexander Dumreicher-Ivanceanu. En 2007 elle fonde finalement sa propre boite de production : KGP Kranzelbinder Gabriele Production. Cette dernière souhaite produire des films d'auteurs de haute qualité ainsi que des documentaires dans une volonté de soutien des initiatives créatives. Elle se voit telle une "sage-femme" pour tout ce qui est art : "Ich sehe mich da als eine Art Geburtshelferin".
Elle est par ailleurs nommée en 2016 par ARTE pour les prix Lumières de la presse étrangère pour Nous venons en amis dans la catégorie du meilleur documentaire.

## Filmographie

### Production
- Lou Andreas-Salomé : 2015
- Nous venons en amis : 2014
- Shirley, un voyage dans la peinture d'Edward Hopper : 2013
- Museum Hours (en) : 2012
- Un garçon fragile : 2009
- Dust : 2008
- Schindlers Häuser : 2007
- Silent Resident : 2007
- Kurz davor ist es passiert : 2006
- Petits secrets : 2006
- Crash Test Dummies : 2005
- Struggle : 2003
- Taxidermie : 2003

### Co-production
- La Supplication : 2016
- Grand Central : 2013
- Ezra : 2007
- Ma mère : 2004